# 井湾站
井湾站是珠機城際鐵路的高架車站，位於广东省横琴粤澳深度合作区大横琴山北侧、横琴大道西侧，于2024年2月3日启用，同月26日暂停客运服务。

## 车站结构
井湾站为高架三层侧式站台车站，规模为2台2线。车站采用“桥建合一”的方式建设，即以高架桥方式建设站场站房。
站房總建築面積為15,065平方米。站房外观选用“水纹”与“涟漪”的设计元素，展现珠海的海洋文化。
| 地上三层 | 侧式站台 | 侧式站台                              | 侧式站台 | 侧式站台 |
|          | 1站台    | 珠机城际 珠海方向（下站：珠海長隆）   |          |          |
|          | 2站台    | 珠机城际 珠海机场方向（下站：鹤洲南） |          |          |
|          | 侧式站台 |                                       |          |          |
| 地上二层 | 设备层   | 车站设备                              |          |          |
| 地面     | 站厅层   | 进出站口、售票处、候车厅              |          |          |

## 图集

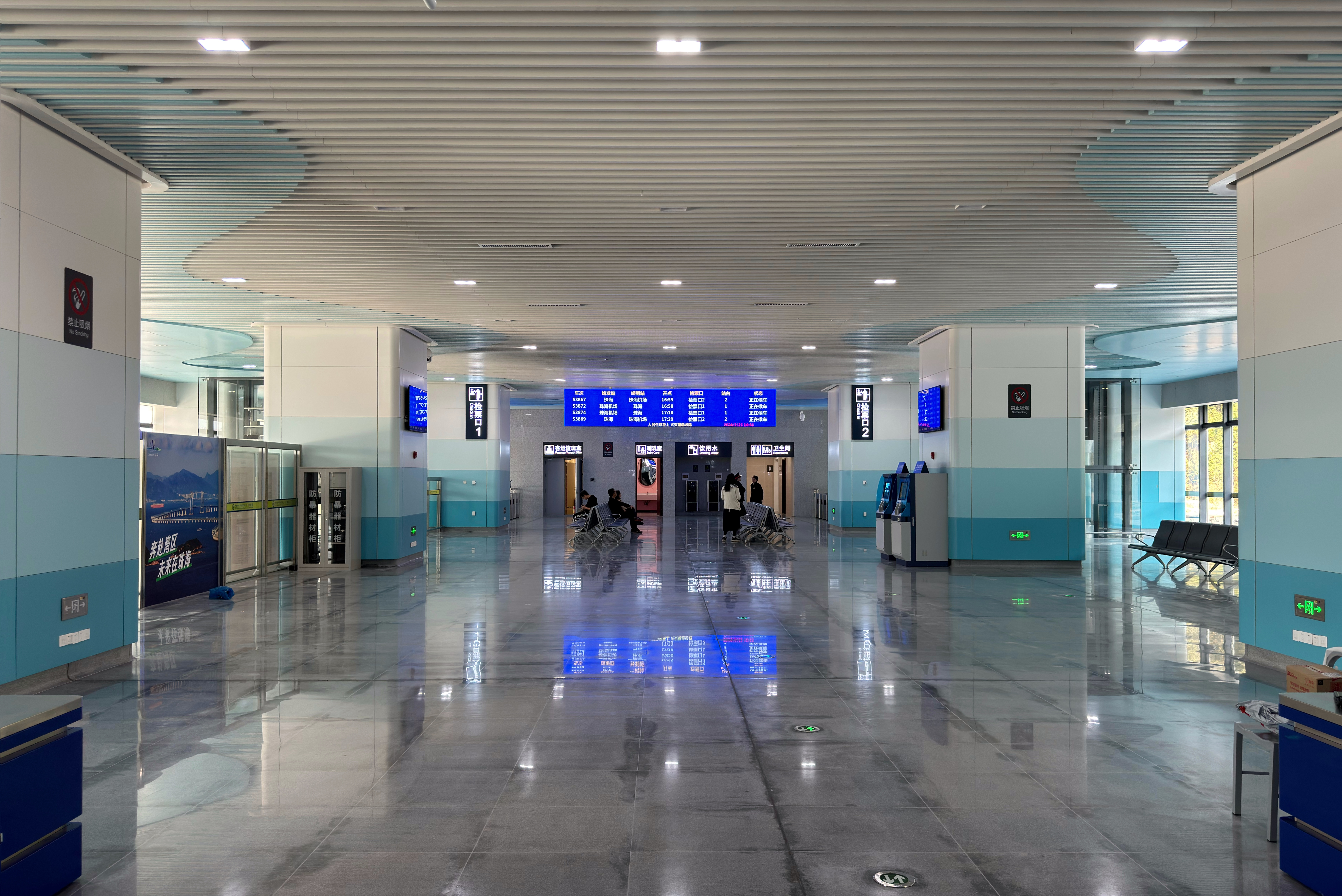
候车厅
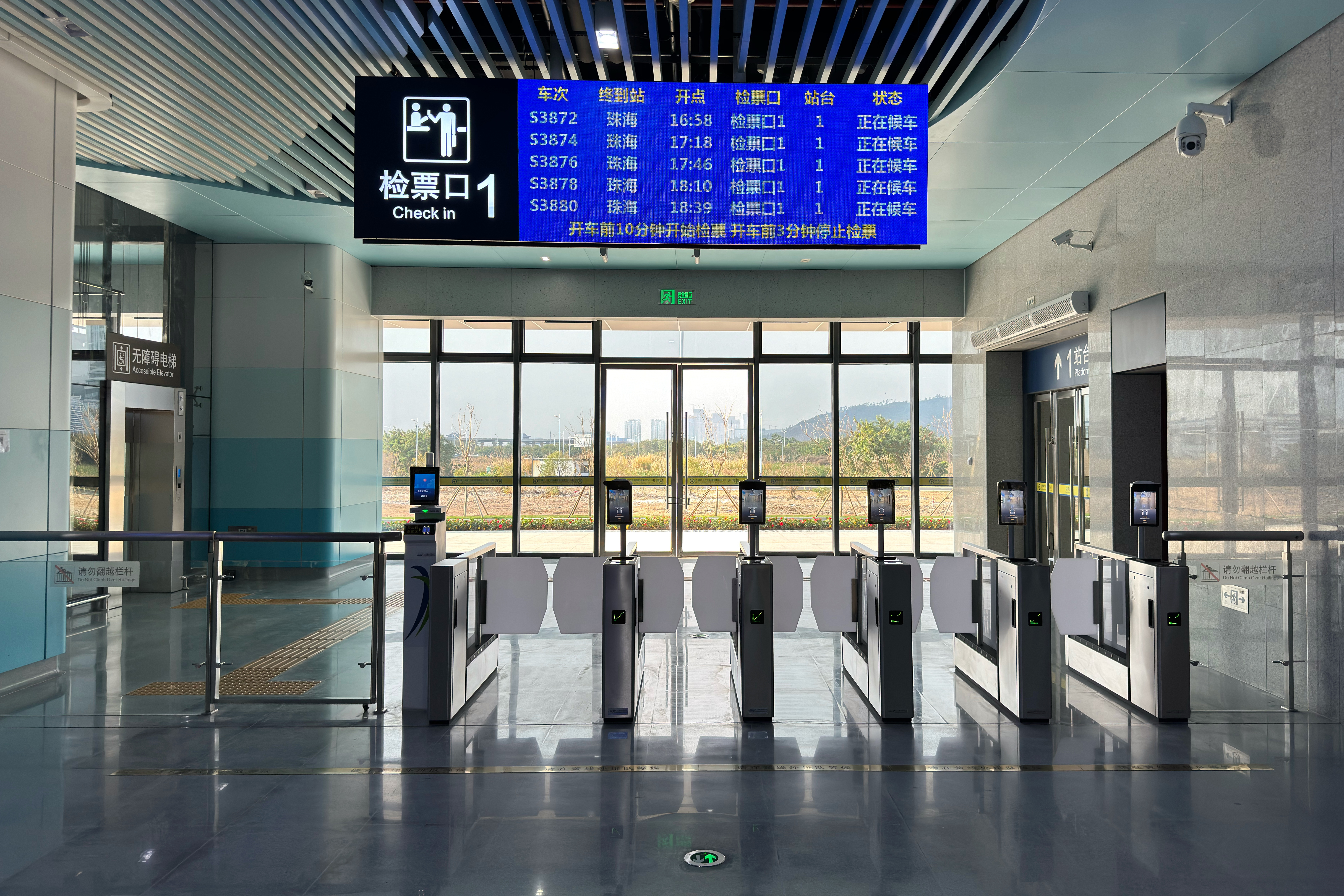
1检票口
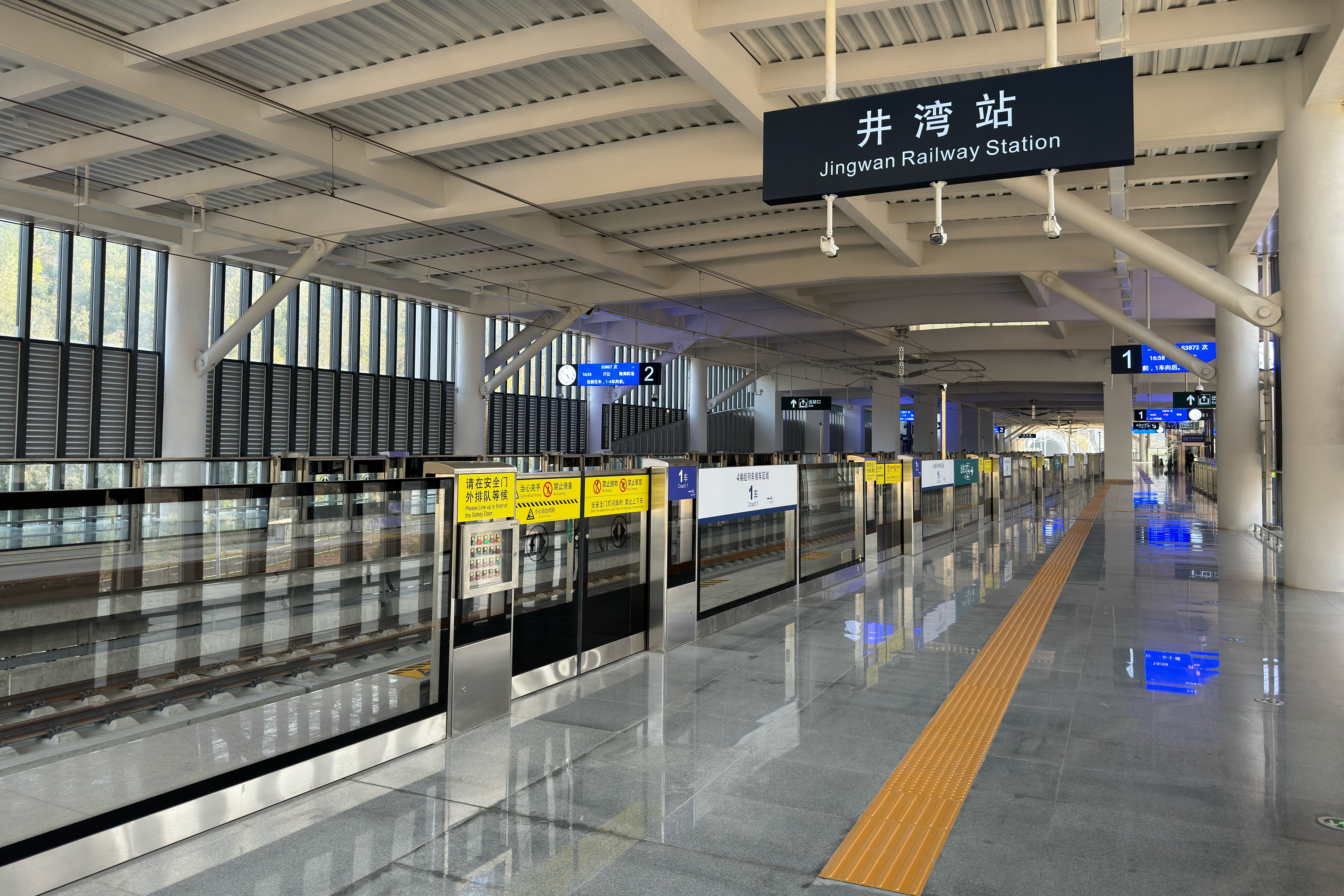
1站台

## 历史
本站于2021年8月开工，2022年6月实现站房封顶。
2024年2月3日，本站随珠机城际二期开通运营。因应横琴粤澳深度合作区即将封关运作，而本站未增设海关查验设施，故车站自同月26日起暂停客运服务。换言之该站仅开放了23天。